# LOT Polish Airlines
A LOT Polish Airlines é uma empresa aérea da Polónia, fundada em 29 de dezembro 1928. Como uma das mais antigas companhias aéreas, a LOT percorreu um longo percurso desde a sua primeira aeronave, a Junkers, concebida com um número de lugares limitado e transportando anualmente várias centenas de passageiros. Em 1930, a LOT Polish Airlines passou a integrar a Associação Internacional de Transporte Aéreo (IATA). Em 1989 a LOT tornou-se na primeira companhia aérea da Europa de Leste a voar com um Boeing 767 fabricado no Ocidente. Em 2003 a LOT juntou-se à Star Alliance. Um ano mais tarde, a LOT foi a primeira no mundo a introduzir a ultramoderna aeronave Embraer 170. Em 2007, a LOT transportou 4,28 milhões de passageiros, concorrendo com êxito com outras companhias aéreas no que toca a equipamento moderno, comodidade de ligações e qualidade de serviço. O seu emblema, um guindaste estilizado, é reconhecido praticamente em todo o lado como o símbolo da transportadora nacional Polaca.
A LOT Polish Airlines S.A. é uma sociedade anónima em resultado da transformação, em 29 de Dezembro de 1992, da companhia aérea detida pelo Estado e com a mesma designação. Até finais do ano de 1999, 100% das acções do capital social da Companhia eram detidas pelo Tesouro Público. Através da privatização da Companhia em Novembro de 1999, a holding suíça SAirGroup adquiriu parte das acções da LOT Polish Airlines. Em 30 de Outubro de 2001, o Conselho de Ministros tomou a decisão de aumentar o capital inicial da LOT Polish Airlines. O Tesouro Público aceitou integralmente uma nova emissão de acções da LOT Polish Airlines, que desta forma se tornava no detentor de 67,96 por centro das acções da transportadora, ao passo que 25,1 por cento são detidos pela SAirLines B.V., e os restantes 6,94 por cento estão na posse dos empregados da LOT. A LOT é membro da STAR Alliance desde Outubro de 2003.

## Frota

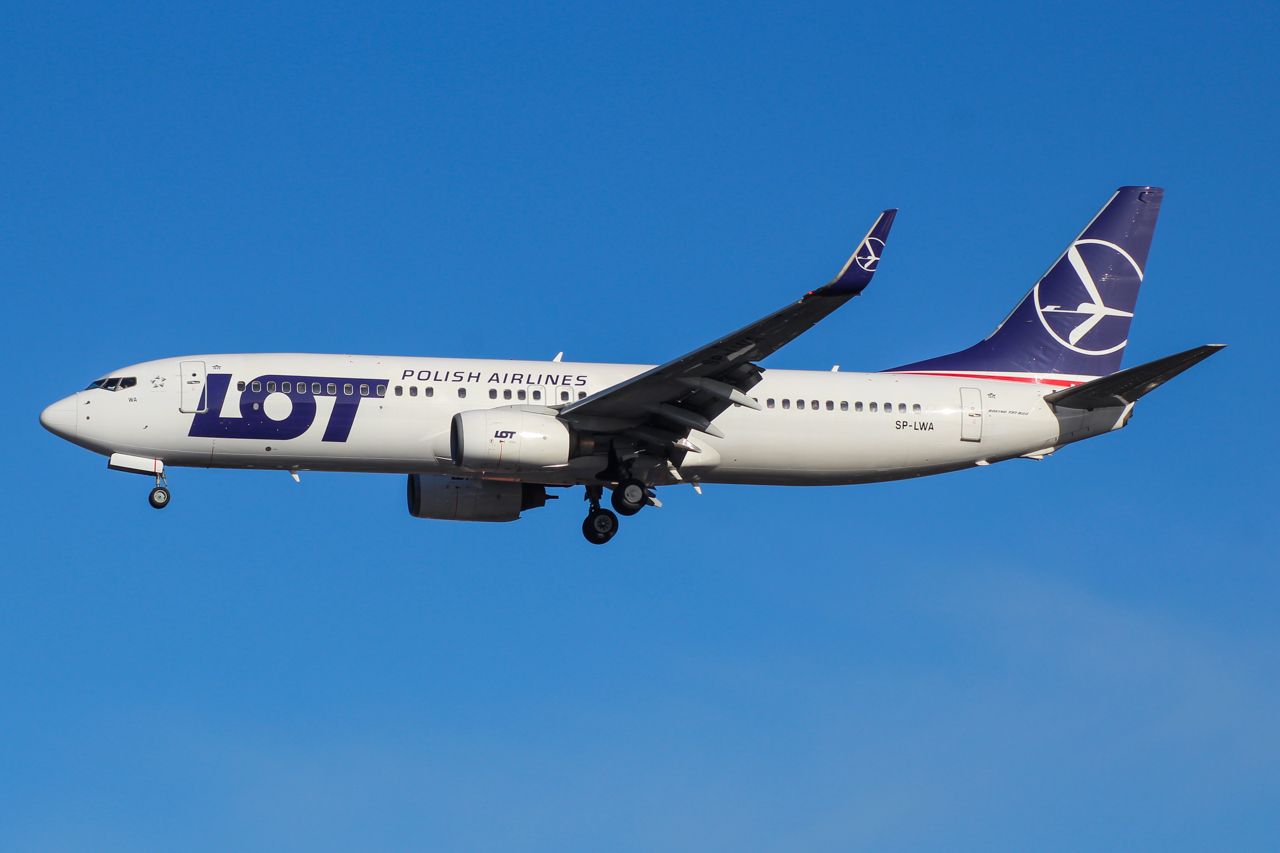
Boeing 737-800 da LOT

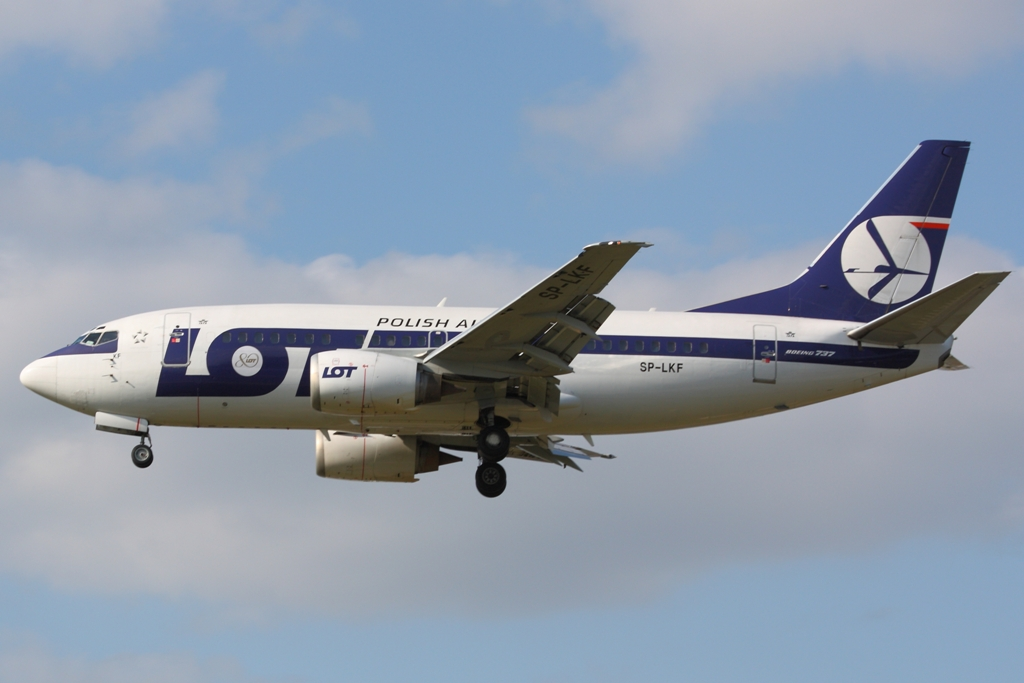
Boeing 737 da LOT.

A frota da LOT em 15 de agosto de 2018 é composta por:

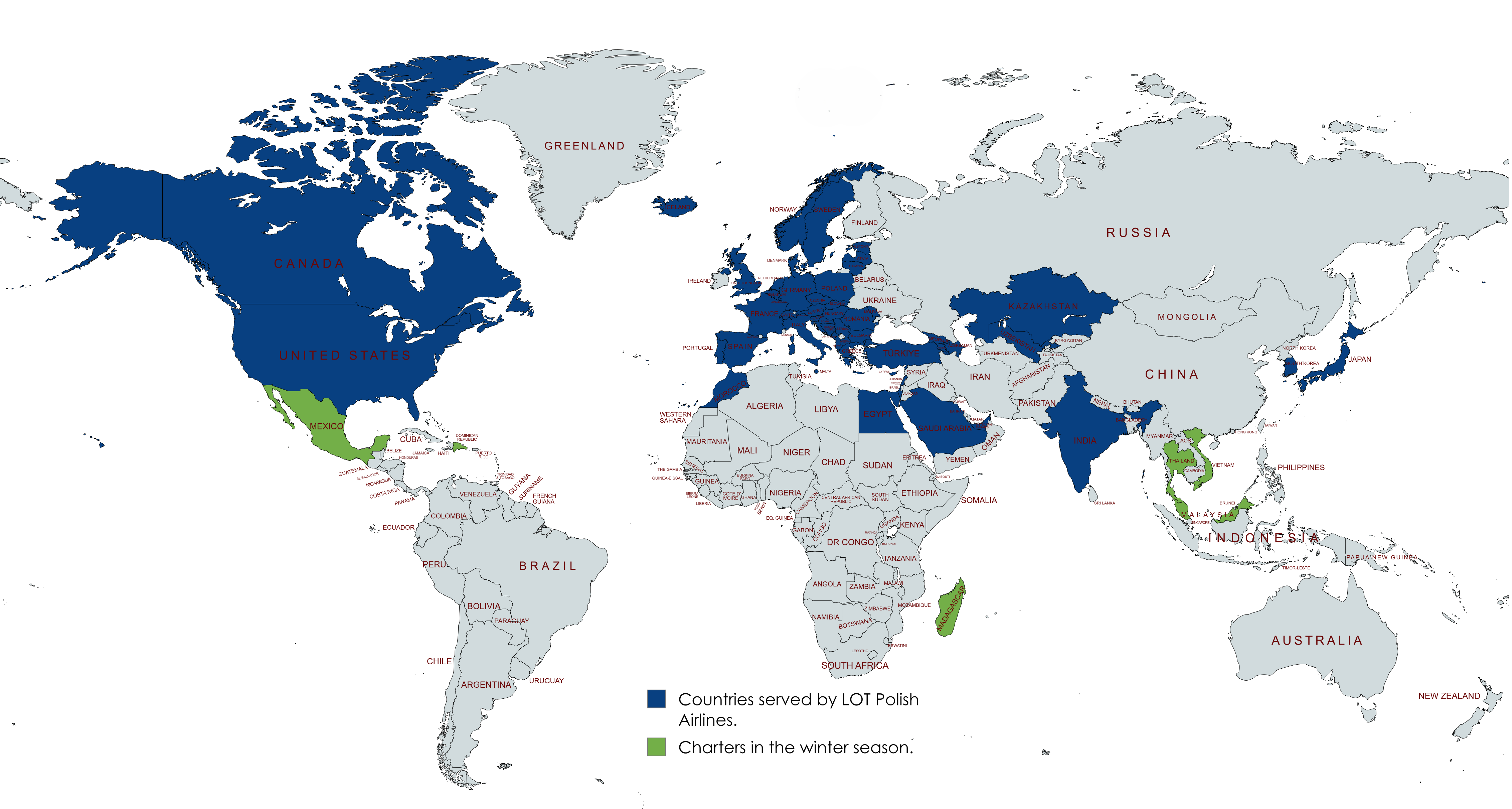
Países atendidos pela companhia aérea polonesa LOT

| tipo de aeronave        | total | ordens | opções |
| ----------------------- | ----- | ------ | ------ |
| Airbus A220-100         | 0     | 20     | 20     |
| Airbus A220-300         | 0     | 20     | 44     |
| Boeing 737-800          | 6     |        |        |
| Boeing 737-8 MAX        | 18    | 13     |        |
| Boeing 787-8 DreamLiner | 8     | 2      |        |
| Boeing 787-9 DreamLiner | 7     |        |        |
| Boeing 777-200          | 1     |        |        |
| Embraer 170             | 6     |        |        |
| Embraer 175             | 10    |        |        |
| Embraer 190             | 8     |        |        |
| Embraer 195             | 16    |        |        |
| Embraer 195-E2          | 3     |        |        |
| TOTAL                   | 87    | 55     | 44     |

## Prêmios
A elevada qualidade dos serviços e o profissionalismo do pessoal de bordo da LOT foram reconhecidos inúmeras vezes. Em 1996, a "Business Travel World" reconheceu a LOT como a melhor companhia aérea de classe executiva na Europa Central e de Leste. A LOT Polish Airlines recebeu o mesmo prémio em anos consecutivos: 1997, 1998 e 1999.
Em 1998 a LOT foi, pela primeira vez, uma das laureadas do prémio "Business Traveller" para a Melhor Companhia Aérea da Europa de Leste. Recebeu o mesmo prémio em 1999, 2000, 2001, 2002, 2003, 2004, 2005, 2006 e 2007 e 2008.
Em 2007, o maior website de viagens aéreas da Polónia - Pasażer.com, premiou a LOT com a distinção de "Melhor Companhia Aérea de Rede no ano 2006". A oferta da LOT para viajantes de negócios também foi premiada.

## Códigos Internacionais
- IATA Código: LO
- ICAO Código: LOT